# Вутабоси
Вутабо́си (чув. Вӑтапуҫ) ― село в Канашском муниципальном округе Чувашии. До преобразования в 2022 году Канашского района в муниципальный округ являлось административным центром Вутабосинского сельского поселения.

## География
Расстояние до Чебоксар 94 км, до районного центра — города Канаш — 10 км, до железнодорожной станции 10 км. Расположено на правобережье реки Ута.

## История
Основано переселенцами из Казанского уезда в период со 2-й половины XVI—XVII веков. 

Краеведом Л. И. Ивановым по документам выяснено, что в XVI—XVII веках чувашами, переселившимися с Арской дороги Казанского уезда, были основаны деревни Старые Шигали (ныне деревня Анчиккасы Цивильского района), <…> Чагаси, Вутабоси, Кибечи, Девлизерово, Ухманы (ныне все — Канашского района).— Чувашские исторические предания
Жители — до 1866 года государственные крестьяне; занимались земледелием, кустарными промыслами (в частности, по состоянию на 1887 год одна семья занималась бондарным промыслом, изготовлением мелкой деревянной посуды), кузнечным производством, торговлей бакалейными товарами. 

Действующий храм Святого пророка и крестителя Иоанна (1890—1936 годы, с 1999 года). 5 февраля 1891 года была открыта одноклассная церковно-приходская школа. 

По данным всеобщей переписи населения 1897 года в селе Вутабось Ново-Мамеевской волости Цивильского уезда проживали 664 человека, русские и чуваши. В начале XX века действовали водяные мельницы. 

В XX веке Вутабоси состояли из двух населённых пунктов — села Русские Вутабоси и деревни Чувашские Вутабоси:147. В 1931 году образован колхоз «Идея Ленина». По состоянию на 1 мая 1981 года село Вутабоси — центральная усадьба колхоза «Путь Ильича»:86.

### Исторические и прежние названия
Вер. Утаватабось (1860).

### Религия
В селении Русские Вутабоси Цивильского уезда проживали старообрядцы — последователи австрийского согласия (современная Русская православная старообрядческая церковь, РПСЦ). По архивным документам 1898 года старообрядцев (в том числе чувашского происхождения) в деревне Вутабось проживало 135 человек. По состоянию на 1904 год, наряду с прихожанами Предтеченской церкви, построенной в Вутабосях в 1897 году на средства купца Арсения Ивановича Емельянова, отмечены и «раскольники» (101 мужчина, 109 женщин).

## Население
| 2010 | 2012 |
| ---- | ---- |
| 855  | →855 |

Согласно «Ведомости о наместничестве Казанском» 1781—1782 гг. в деревне Верхняя Бута (Верхние Уты), Вотабусь (Ботабось) Цивильского уезда проживали 88 крещёных чуваш. 

По данным Всероссийской переписи населения 2002 года в селе проживали 848 человек, преобладающая национальность — чуваши (86%).

## Инфраструктура
В селе имеются школа, детский сад, офис врача общей практики, клуб, библиотека, спортзал, спортплощадка, отделения связи и сбербанка, 5 магазинов, предприятие общественного питания.

Улицы: Восточная, Зиновьева (в честь Зиновьева Конона Зиновьевича), Канашская, Ленина, Молодёжная, Николаева, Полевая,  Пролетарская. 

Переулок: Советский.

## Памятники и памятные места
- Памятник «Воинам землякам, погибшим за родину в Великой Отечественной войне с фашизмом 1941—1945 гг. вечная память» (ул. Восточная).
- Мемориальная доска в честь погибшего в Республике Абхазия Трофимова Алексея Васильевича (1978—1997) (ул. Восточная, 4).
- Мемориальная доска в честь участника русско-японской войны 1904—1905 годов командора крейсера «Варяг» Зиновьева Конана Зиновьевича (ул. Зиновьева, 35)[17].
- Памятник И. В. Сталину.

## Люди, связанные с селом
- Зиновьев Конон Зиновьевич (1881, Вутабоси Цивильского уезда — 1925, Вутабоси Цивильского уезда) — старообрядец, участник Русско-японской войны: служил на «Варяге» комендором при малокалиберных орудиях крейсера, был награжден знаком отличия военного ордена (Георгиевским крестом IV степени), по возвращении в Россию продолжил службу в Петербурге при 18-м флотском экипаже. Участник Первой мировой и Гражданской войн: в августе 1916 года был призван на действительную службу и отправлен в Петроград, во 2-й Балтийский флотский экипаж. После Гражданской войны вернулся в село[18].
- Кафтанников Павел Сергеевич (1898, Вутабоси Цивильского уезда — 1975, Свердловск) — врач, участник Великой Отечественной войны 1941—1945 гг. Работал лечащим врачом и заведующим Ораушской участковой больницей (1924—1927), главным врачом Норусовской районной больницы (1927—1933), в 1933 году переведён главным врачом Шумерлинской районной больницы. После демобилизации — в 1948—1963 — главный врач Шумерлинской ЦРБ, внёс большой вклад в развитие здравоохранения в районе. Заслуженный врач РСФСР (1940). Награждён орденами Трудового Красного Знамени, Отечественной войны 2-й степени, медалями[19].